# Voilà
Voilà é o título do primeiro disco da cantora Rhaissa Bittar. 

## O disco
Lançado em 2010, o álbum Voilà, de Rhaissa Bittar, compõe o cenário alternativo de música paulistana. Mistura diversos estilos musicais como choro, tango, samba, folk, jazz, pop e rock.
Suas canções são crônicas, recortes do cotidiano narrados por personagens interpretados pela cantora. Da passagem traumática por uma manicure desajeitada ("Chilique Chique"), a onipotência de uma madame na aquisição de seu vistoso chapéu ("Chapéu"), até a história de um pombo correio, que cansou de carregar mensagens de traficantes numa prisão, e quer se aposentar na Praça da Sé ("Pombo Correto").
Gravado nos estúdios da Panela Produtora em 2009, sob a direção musical de Daniel Galli, Voilà conta com participações notáveis como o clarinetista Nailor Proveta, o violinista Ricardo Herz, o acordeonista Lulinha Alencar e  o baterista Pedro Ito. Outra participação especial é a do cantor e compositor Maurício Pereira na faixa "Boneca de Palha". 

### Resposta a Ary Barroso
A canção "Boneca de Palha" é inspirada na Boneca de Piche, de Ary Barroso – gravada por Carmen Miranda e o autor na década de 1930. Os primeiros versos da música de Daniel Galli, interpretada por Rhaissa Bittar e Maurício Pereira, citam o autor de Boneca de Piche:  “O Ary falava daquela boneca da cor do azeviche e da jabuticaba/ que acabava com o nêgo de branco/ mas vejam que esta vida não acaba/ Tava eu na feira de Embú das Artes / e numa barraquinha bem atrás de um buda/ vi chacoalhando uma boneca de palha toda espalhafatosa e toda cabeluda.”

### Pombo Correto
A música "Pombo Correto" foi inspirada uma notícia de jornal que dizia que pombos correios estavam sendo usados por presidiários para levar chip de celulares para dentro de presídio em Sorocaba.
Antes de fazer parte do CD Voilà, esta música fez parte do Disco em Um Dia - projeto da Panela Produtora cujo desafio é compor, gravar e mixar um disco em 24 horas, com músicas baseadas no noticiário do dia.

### Músicas em chinês
O disco Voilà tem duas músicas em chinês/mandarim compostas pela própria intérprete. "Chapéu" conta a história de uma madame apaixonada por chapéus; folk chinês fala sobre um mundo melhor. Rhaissa Bittar fala mandarim fluente por ter morado um ano em Taiwan como intercambista no ano de 2007.

### Faixa escondida (Hidden Track)
Rhaissa Bittar revelou durante sua entrevista no Programa do Jô que o seu disco Voilà possui uma faixa escondida hidden track. A música secreta só pode ser tocada em alguns aparelhos de som e em alguns players de CD de carro, nunca em computadores. A faixa é como se fosse a número -1, pois é necessário apertar e segurar o botão “voltar” logo no início do CD.

### Trilha sonora da telenovela Balacobaco
Entre 2012 e 2013, a faixa "Pif Paf" do disco Voilà fez parte da trilha sonora da Balacobaco (telenovela), produzida pela Rede Record. A música foi tema das personagens Marlene (Antônia Fontenelle) e Aragão (Umberto Magnani), além da abertura e de outros personagens - Violeta Osório, interpretada por Simone Spoladore; e Cremilda Osório interpretada por Solange Couto) - em alguns capítulos.

### Caixinha de música
A caixinha de música que é tocada ao final do CD realmente existe. Foi construída artesanalmente por Daniel Galli com as notas da sua composição "Relógio".

## Show
O show do CD Voilà percorreu os palcos do Sesc, Áuditório Ibirapuera  Virada Cultural SP, Casa de Francisca, entre outros de São Paulo, Bahia Paraná, e principalmente de Pernambuco - estado em que Voilà passou pelo RecBeat, Espaço Cultural Santander, Espaço Muda e Muda FIG.

## Faixas
- -1. "Hidden Track" (Diego Guimarães/ Rhaissa Bittar/ Daniel Galli)

1. "Voilà" (Daniel Galli)
2. "Pa Ri" (Daniel Galli)
3. "Pif Paf" (Daniel Galli)
4. "Dig Dom" (Filipe Trielli)
5. "Caos" (Rhaissa Bittar / Daniel Galli)
6. "Folk Chinês" (Rhaissa Bittar / Daniel Galli)
7. "Chapéu" (Rhaissa Bittar / Daniel Galli)
8. "Chilique Chique" (Daniel Galli)
9. "Boneca de Palha" (Daniel Galli)
10. "Pombo Correto" (Daniel Galli)
11. "Piquenique no Horto" (Mauricio Pereira/ Filipe Trielli/ Daniel Galli)
12. "Entre Outras Coisas" (Daniel Galli)
13. "Relógio" (Daniel Galli)